# Jean-Pierre Sabouret (violoniste)
Pour les articles homonymes, voir Jean-Pierre Sabouret.
 (mars 2016).
Si vous disposez d'ouvrages ou d'articles de référence ou si vous connaissez des sites web de qualité traitant du thème abordé ici, merci de compléter l'article en donnant les références utiles à sa vérifiabilité et en les liant à la section « Notes et références ».
Jean-Pierre Sabouret (né le 4 décembre 1944, mort le 25 avril 2007) est un violoniste français.

## Carrière
Couronné par plusieurs prix internationaux (Fondation de la Vocation en 1963, Médaille d'or au Concours international Maria-Canals de Barcelone) en 1964, Jean-Pierre Sabouret est invité par de nombreux orchestres en France et à l'étranger. Membre d'ensembles de musique de chambre prestigieux dont le Quatuor Loewenguth, il rallie ensuite le Quatuor Via Nova.
Soliste de l'ensemble de musique contemporaine l'Itinéraire pendant dix ans, puis de l'Orchestre philharmonique de Strasbourg (1974-1976) Il rejoint l'orchestre de l'Opéra de Paris en 1977, dont il devient violon solo. Il exerce ces fonctions jusqu'en 2006.
Pédagogue, il fonde une école de musique à Ablon-sur-Seine en région parisienne. Il est également professeur de violon et de musique de chambre au conservatoire d'Athis-Mons (Essonne), puis au conservatoire Paul-Dukas (XIIe arrondissement de Paris). Enfin, il a occupé quelques années le poste de professeur assistant au conservatoire national supérieur de musique et de danse de Paris.